# Finnish International 2024
Die Finnish International 2024 fanden vom 25. bis zum 28. April 2024 in der Energia Areena in Vantaa statt. Es war die vierte Austragung dieser internationalen Meisterschaften von Finnland im Badminton.

## Sieger und Platzierte
| Disziplin    | Gold                           | Silber                         | Bronze                                  |
| ------------ | ------------------------------ | ------------------------------ | --------------------------------------- |
| Herreneinzel | Yudai Okimoto                  | Grégoire Deschamp              | Subhankar Dey                           |
| Herreneinzel | Yudai Okimoto                  | Grégoire Deschamp              | Jakob Houe                              |
| Dameneinzel  | Anna Tatranova                 | Nella Nyqvist                  | Julie Franconville                      |
| Dameneinzel  | Anna Tatranova                 | Nella Nyqvist                  | Sophia Noble                            |
| Herrendoppel | Karl Kert Tauri Kilk           | Kristjan Kaljurand Raul Käsner | Lennart Notni Julian Voigt              |
| Herrendoppel | Karl Kert Tauri Kilk           | Kristjan Kaljurand Raul Käsner | Andrei Schmidt Hugo Themas              |
| Damendoppel  | Priska Kustiadi Nozomi Shimizu | Cloé Brand Julie Franconville  | Miriam í Grótinum Bjarnhild Justinussen |
| Damendoppel  | Priska Kustiadi Nozomi Shimizu | Cloé Brand Julie Franconville  | Pihla Mäkelä Helena Santalahti          |
| Mixed        | Tan Wei Liang Wong Kha Yan     | Anton Kaisti Oona Tapola       | Mikk Ounmaa Ramona Üprus                |
| Mixed        | Tan Wei Liang Wong Kha Yan     | Anton Kaisti Oona Tapola       | Julius von Pfaler Jenny Vähäsarja       |